# Московское реальное училище Фидлера
Московское реальное училище И. И. Фидлера (также известно как Реформаторское лютеранское училище Ивана Фидлера, Училище Фидлера или Фидлеровская гимназия) — среднее учебное заведение в Москве, организованное Иваном Фидлером. В 1905 году именно с его кровопролитного разгрома началась вооружённая часть Декабрьского восстания в Москве.

## История
Училище было образовано в 1876 году. В конце XIX века «реальное училище с пансионом» располагалось в Доме Лаврентьева (Сверчков пер., 4/1) и на Мясницкой улице (дом 24). При училище был химический класс с лабораторией и кружок хорового пения. В здании училища располагался уникальный аквариум.
Владельцем и директором «частного реального училища при реформатской церкви в Москве» был Иван Фидлер. Официальная владелица основного здания — Р. Э. Фидлер, жена Ивана Фидлера, «весьма состоятельная женщина». В 1890 переехало в дом на улице Жуковского (тогда — Мыльников переулок), построенный по проекту С. С. Эйбушитца в 1889 году. Считалось тогда одним из лучших учебных заведений города. В 1901 году здание было расширено пристройкой с левой стороны (архитектор К. К. Гиппиус).
В зале училища проходили занятия первого Русского гимнастического общества — их посещали Гиляровский, Чехов и Щукин.
В декабре 1905 года, в результате артиллерийского обстрела, здание училища было значительно повреждено, и после ремонта в нём опять поместилось учебное заведение, но на этот раз — реальное училище Н. Г. Баженова (в нём учился Юрий Нагибин).

## Известные ученики и педагоги
По воспоминаниям Леонида Сабанеева, среди педагогов и учеников школы «были фигуры красочные и даже впоследствии знаменитые»:
- Пешков, Максим Алексеевич (1897—1934) — сын писателя Максима Горького.
- Потёмкин, Владимир Петрович (1874—1946) — историк, педагог, дипломат, военачальник, действительный член АН СССР.
- Сакулин, Павел Никитич (1868—1930) — российский и советский литературовед.
- Соколов, Владимир Дмитриевич (1855—1917) — геолог, гидрогеолог, профессор Московских высших женских курсов; брат секретаря исполкома Петросовета Николая Соколова[12].
- Фриче, Владимир Максимович (1870—1929) — российский и советский литературовед и искусствовед, академик АН СССР.

## Мнения современников
Физик, академик Василий Шулейкин тепло отзывался об училище, особо отмечая педагогический состав. Музыковед Леонид Сабанеев отмечал, что почти все педагоги училища имели левые политические взгляды.

## События 1905 года

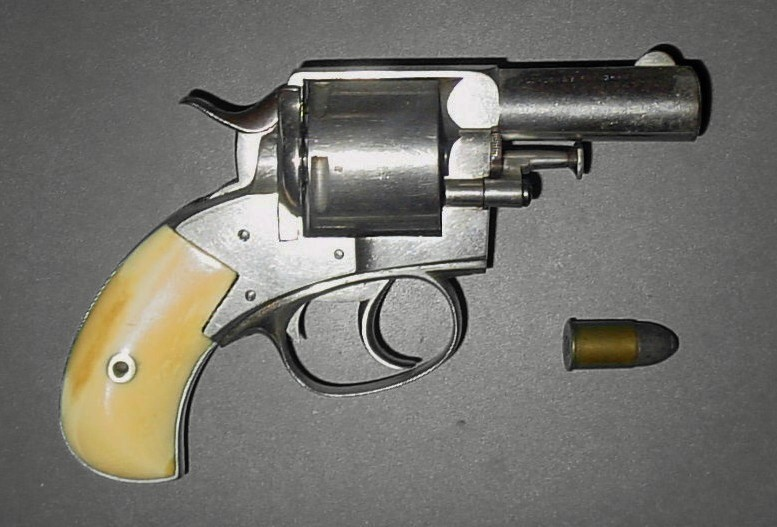
«Бульдог» — широко распространённый в конце XIX — первой половине XX века тип карманного револьвера, популярное оружие для самообороны

### Предшествующие разгрому события
Училище Фидлера с начала 1905 года — один из центров революционной деятельности: здесь разместился штаб боевых дружин Москвы. «Стрелять учились в подвальной мастерской отливок из гипса, построенной на месте снесённого флигеля». В залах училища устраивались стрелковые и строевые занятия дружинников, в подвалах хранилось оружие.
В марте 1905 года здесь происходило нелегальное собрание рабочей и учащейся молодёжи, где присутствовало более 300 человек. В декабре по Москве стали распространяться слухи, что на 6 декабря (день именин царя Николая II) черносотенцами запланирован разгром мест, где собираются революционеры.
4 декабря в здании школы (под охраной дружинников) состоялось закрытое заседание Московского комитета большевиков под председательством Иосифа Дубровинского (с присутствием представителя ЦК РСДРП(б)). Вечером того же дня (в помещении Музея содействия труду) состоялся третий пленум Московского Совета рабочих депутатов, на котором ожидалось присутствие большого числа гостей — рабочих с московских заводов и фабрик и по 20 представителей от партий — большевиков, меньшевиков, эсеров. «Пленум высказался за восстание»: на 7 декабря была объявлена всеобщая политическая стачка с переходом в вооружённое восстание (окончательное решение планировалось принять 6 декабря).
5 декабря в училище Фидлера состоялась открытая общегородская конференция большевиков Москвы (с участием Марата, Васильева-Южина, Лядова, В. М. Савкова (Тимофей), Лешего-Доссера и других), на которой также присутствовали представители большевистских организаций Подольска, Звенигорода, Волоколамска, Тулы и ряда воинских частей. 8 декабря московский генерал-губернатор Ф. В. Дубасов, назначенный на эту должность только 24 ноября, объявил в Москве и всей Московской губернии чрезвычайное положение — войска заняли важнейшие пункты города.
Первое столкновение, без кровопролития, произошло 8 декабря вечером в саду «Аквариум»: полиция попыталась разогнать многотысячный митинг (на котором было постановление арестовать генерал-губернатора Дубасова), разоружив присутствовавших на нём «дружинников» (вооружённых рабочих) — однако действовала нерешительно, и большинство дружинников сумели скрыться. Несколько десятков арестованных на следующий день были отпущены.
Однако в ту же ночь слухи о массовом расстреле митинговавших подвигли нескольких эсеровских боевиков (Павла Доблера и Александра Яковлева-Гудкова) на совершение первого теракта: пробравшись к зданию охранного отделения, они метнули в его окна две бомбы. Один человек был убит, ещё несколько ранены.

### Обстрел 9 декабря

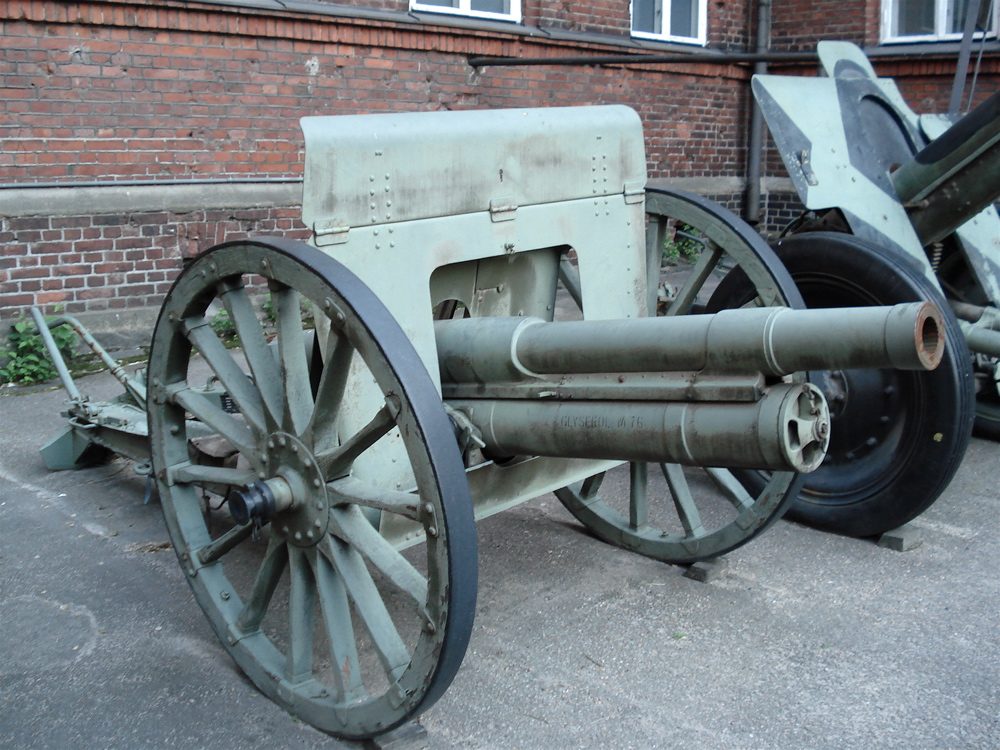
76,2-мм полевая скорострельная пушка образца 1902 года — наиболее вероятное орудие обстрела училища

Вечером 9 декабря в училище собралось около 150—200 дружинников, гимназистов, студентов, учащейся молодёжи. Обсуждался план захвата Николаевского вокзала с целью перерезать сообщение Москвы с Петербургом. После собрания дружинники хотели пойти разоружать полицию. К 21 часу дом Фидлера был окружён войсками (две роты солдат Самогитского полка с артиллерией, эскадрон — или полуэскадрон — драгун Сумского полка, жандармы и полиция), которые предъявили ультиматум о сдаче. После артиллерийского обстрела (дом был пробит снарядами в нескольких местах) «восставшие дружинники» (120 человек, половина — эсеры), потеряв несколько человека убитыми и более десятка ранеными, сдались.
Затем часть сдавшихся (около 20 человек) была зарублена драгунами — приказ отдал поручик Соколовский. Командир сводного отряда Рахманинов остановил бойню. Небольшой части дружинников удалось бежать (например, Владимиру Мазурину), при том что иностранная пресса сообщала о большом количестве «бежавших».

### Последующие события. Суд
Разгром училища Фидлера правительственными войсками ознаменовал переход к вооружённому восстанию по всей столице.
После этих событий Фидлера арестовали, но отпустили под залог. Он бежал из под залога в Швейцарию.
Впоследствии 99 человек были преданы суду московской судебной палаты (выделено в отдельное дело и слушание) — большинство из них были оправданы.
10 декабря 1905 года министр внутренних дел Пётр Дурново спрашивал по телефону адмирала Фёдора Дубасова: «Зачем вы обстреливали дом Фидлера?» На что Дубасов отвечал: «Сам спохватился, но было поздно».

## Версии событий
Различные версии современников штурма училища существенно различаются по целому ряду важнейших параметров: сторона конфликта, первой открывшая огонь; количество орудий и произведённых залпов; потери сторон и т. д.
- Эсер Владимир Зензинов описывал события в училище как героическую оборону, приводя единодушный ответ дружинников на предложение неназванного офицера сдаться как «Будем бороться до последней капли крови! лучше умереть всем вместе!»[35]. В его версии событий, появившейся на свет в 1953 году, есть и элементы теории заговора со стороны властей против революционеров: «Подслушали разговор по телефону с Охранным Отделением. — „Переговоры переговорами, а всё-таки всех перерубим“». По версии Зензинова, первыми огонь, причём сразу артиллерийский, открыли солдаты: «…в ярко освещённые окна четвёртого этажа со страшным треском полетели снаряды… С четвёртого этажа бросили пять бомб — из них разорвались только три. Одной из них был убит тот самый офицер, который вёл переговоры и шутил с курсистками». Ещё более ярко жестокость властей проявилась, в редакции Зензинова, по отношению к директору училища Ивану Фидлеру, предательски раненому полицейским: «Фидлер вышел на улицу и стал умолять войска не стрелять. Околоточный подошёл к нему и со словами — „мне от вас нужно справочку маленькую получить“ — выстрелил ему в ногу»[35], — а также в массовом уничтожении уже сдавшихся дружинников и гимназисток, которых растерзали на улице конные уланы.
- Совершенно иной тон имеет версия событий в изложении одного из учителей школы — Леонида Сабанеева. Он называет ситуацию в училище «брожением и неразберихой», а также говорит о фактической «экспроприации» зала училища вопреки воле его директора Фидлера[11]. Сабанеев также фиксирует роль третьих лиц в превращении учебного заведения в революционный штаб: «В сущности, так и осталось неясным, в какой мере действительно восстали мои гимназисты и даже успели ли они восстать настолько, что гимназия действительно имела тенденцию обратиться в некий стратегически укреплённый пункт. Уже там фигурировали не только гимназисты, но появились и „гимназистки“, и совершенно посторонние лица». Сабанеев сообщает и весьма «юмористическую» версию событий в ночь разгрома: «В день, назначенный для вооружённого восстания, на дровяной склад, находившийся против входа в школу, заявился взвод солдат с небольшой пушкой под командой молодого офицера со знаменитой фамилией Рахманинов… Офицер предложил стражам и лазаретчикам сдаться. Так как тогда вся эта молодёжь была ещё преисполнена революционного мужества, то постыдное предложение было отвергнуто. Пушка выстрелила в направлении учительской, где был лазарет, стена была пробита, и один из наших гимназистов был ранен. Остальные немедленно выкинули белый флаг…»[11] Следует отметить, что как фотографии дома Фидлера после обстрела (с явными следами как минимум четырёх отверстий от артиллерийских снарядов), так и полицейские протоколы (сообщающие о 3 убитых и 15 раненых революционерах) явно противоречат версии Леонида Сабанеева.
- Официальная версия событий относит «первый выстрел» (брошенную в солдат бомбу) на сторону восставших: «В тот же день [9 декабря] войска бомбардировали училище Фидлера, где засел боевые дружины. С балкона была брошена в войска бомба. Было произведено 12 орудийных выстрелов и несколько ружейных залпов, после чего революционеры сдались в числе 118 чел., потеряв 3 убитыми и 15 ранеными. Со стороны войск убит один прапорщик и ранены 3 пехотных нижних чина, драгун и жандарм. В училище обнаружено 12 бомб, много оружия и большое количество патронов»[36]. При анализе этой версии обращает на себя внимание тот факт, что в доме, где располагалось училище, отсутствует балкон или подобный ему архитектурный элемент.
- Московский вице-губернатор Владимир Джунковский также выдвигает свою «двухактную» версию произошедшего[21]. Он «от свидетелей» узнал, что «…когда прибыли войска, то к ним вышел сам директор училища [Иван] Фидлер», которому «было предъявлено требование, чтобы участники митинга сдали оружие». Революционеры ответили отказом, на что им было сообщено, что «тогда им дан был час времени на размышление, после чего в случае нового отказа, по троекратном сигнале войска откроют огонь». По версии Джунковского «за 5 минут до назначенного срока… брошенными из окон бомбами один офицер был убит, другой тяжело ранен. Тогда по дому Фидлера было выпущено из орудий 4 боевых снаряда». После чего «перепуганные участники митинга… выбросили белый платок в знак сдачи», но когда «войска вошли в здание, они были встречены одиночными выстрелами». Тогда из орудий было выпущено было ещё несколько снарядов, после чего «осаждённые сдались»[21]. В этой версии событий ни о каких массовых расправах над сдавшимися дружинниками нет речи[21].
- Версия писателя-фантаста Александра Беляева, в изложении Владимира Назарова[33], звучит так: «Подошли к училищу полицейские и предложили сдать оружие. Надо было двери запереть, полицейские потоптались бы и ушли. Но некий пятнадцатилетний подросток [ученик седьмого класса Салтанов] жутко занервничал и бросил из окошка в стражей порядка две гранаты [три бомбы-„македонки“]. И кого-то из стражей порядка убил. Полицейские под пули лезть не захотели и позвали солдат с пушкой».

## Память
- «Гулко ухает фидлеровцев пушкой Машков переулок. Полтораста борцов против тьмы без числа и мерил» — из поэмы Пастернака «Москва в декабре» («905-й год», 1926)[37].
- Памятная доска на здании бывшего училища.

## Комментарии
1. ↑  Фёдор Андреевич Соколовский (род. 26.05.1874), поручик Московского жандармского дивизиона. В службу вступил в 1895 году, в 1898 году окончил Тверское юнкерское кавалерийское училище корнетом в 8-й драгунский Смоленский полк. 8 июня 1900 года переведён в Отдельный корпус жандармов в Московский жандармский дивизион[28].
2. ↑  Александр Фёдорович Рахманинов (род. 19.02.1867), ротмистр 3-го драгунского Сумского полка[21][29]. В службу вступил в 1884 году, в 1886 году окончил Николаевское кавалерийское училище, к 1917 году — полковник[30].